# Probaktrozaur
Probaktrozaur (Probactrosaurus) – roślinożerny dinozaur z nadrodziny hadrozauroidów (Hadrosauroidea).
Żył we wczesnej kredzie (ok. 120-100 mln lat temu) na terenach wschodniej Azji. Długość ciała ok. 5-6 m, wysokość ok. 2,5 m, ciężar ok. 1 t. Jego szczątki znaleziono w Chinach (Mongolia Wewnętrzna).
Prawdopodobnie miał bezzębny dziób - zęby (rozdrabniające pokarm na miazgę) znajdowały w tylnej części pyska.
Gatunki probaktrozaura:
- Probactrosaurus gobiensis Rożdiestwienski (1966)
- Probactrosaurus alashanicus Rożdiestwienski (1966)

Trzeci wyróżniony gatunek, "Probactrosaurus" mazongshanensis Lü (1997), został później ustanowiony gatunkiem typowym odrębnego rodzaju Gongpoquansaurus.